# Campeonato de Fútbol Playa de Oceanía 2013
El Campeonato de Fútbol Playa de Oceanía 2013 fue la quinta edición de la competición. Se disputó en Numea, Nueva Caledonia del 31 de agosto al 2 de septiembre y definió al segundo representante oceánico en la Copa Mundial de Fútbol Playa FIFA 2013, que resultó ser las Islas Salomón. Tahití ya estaba clasificado por ser anfitrión.

## Participantes
| Islas Salomón | Nueva Caledonia | Vanuatu |

## Sistema de competición
Las selecciones jugaron con el sistema de todos contra todos, siendo el equipo que más puntos acumule el clasificado a la Copa del Mundo.

## Clasificación
| Equipo          | Pts | PJ | PG | PG+ | PP | GF | GC | Dif |
| --------------- | --- | -- | -- | --- | -- | -- | -- | --- |
| Islas Salomón   | 6   | 2  | 2  | 0   | 0  | 14 | 3  | 11  |
| Nueva Caledonia | 3   | 2  | 1  | 0   | 1  | 7  | 12 | -5  |
| Vanuatu         | 0   | 2  | 0  | 0   | 2  | 9  | 15 | -6  |

## Resultados
| 31 de agosto de 2013 | Islas Salomón                                                                          | 8:3                       | Vanuatu                                  | Universidad de Nueva Caledonia, Numea |                          |
|                      | Luwi 6'49 35'57 · Laua 17'56 · Naka 22'35 (pen.) 16'56 31'48 · Aisa 23'47 · Talo 29'41 | ( 1:1, 6:1, 1:1 ) Reporte | Malapa 4'45 · Wilson 40'06 · Natou 43'32 | Árbitro(s): Rajnish Dave              | Árbitro(s): Rajnish Dave |

| 1 de septiembre de 2013 | Vanuatu                                                          | 6:7                       | Nueva Caledonia                                                                       | Universidad de Nueva Caledonia, Numea |                       |
|                         | Malapa 14'42 33'28 · Mansale 20'19 · Michel 21'10 · Tom 35'56 36 | ( 0:2, 3:0, 3:5 ) Reporte | O. Dokunengo 1'36 · K. Dokunengo 9'18 26'36 · Djamali 24'50 34'01 34'56 · Ayawa 33'31 | Árbitro(s): Hugo Pado                 | Árbitro(s): Hugo Pado |

| 2 de septiembre de 2013 | Nueva Caledonia | 0:6                       | Islas Salomón                                                            | Universidad de Nueva Caledonia, Numea |                          |
|                         |                 | ( 0:0, 0:1, 0:5 ) Reporte | Luwi 18'54 38'50 · Talo 35'57 · Takayama 38'10 · Muri 40'50 · Laua 41'14 | Árbitro(s): Rajnish Dave              | Árbitro(s): Rajnish Dave |

## Goleadores
| Jugador            | Selección       | Goles |
| ------------------ | --------------- | ----- |
| Joe Luwi           | Islas Salomón   | 5     |
| James Naka         | Islas Salomón   | 3     |
| Ramon Djamali      | Nueva Caledonia | 3     |
| Antonio Malapa     | Vanuatu         | 3     |
| Kouriane Dokunengo | Nueva Caledonia | 2     |
| Robert Tom         | Vanuatu         | 2     |
| Anthony Talo       | Islas Salomón   | 2     |
| Robert Laua        | Islas Salomón   | 2     |

## Clasificado a laCopa Mundial de Fútbol Playa FIFA 2013
| Bandera de Islas Salomón |
| Campeón Islas Salomón    |
| Cuarto título            |